# 澳洲賽馬
澳洲赛马由澳洲賽馬部掌管，协管澳洲各州的主要赛马协会遵守澳洲赛马规定。

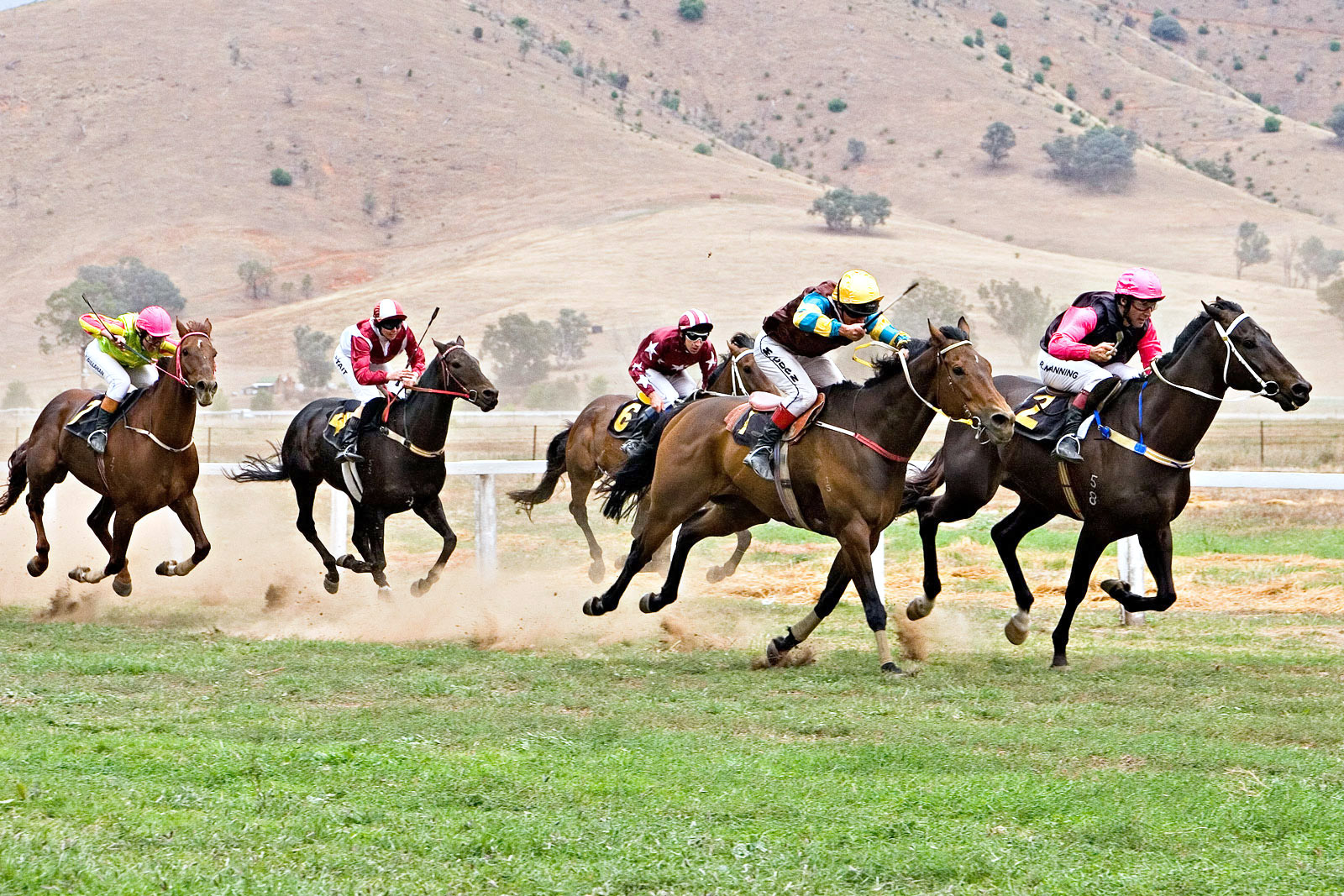
Tambo Valley Picnic Races, Victoria 2006

纯种马赛马是澳洲第三大特色运动，排名在澳式足球和板球之后，在2002至2003年之间全澳有大约2百万坐席和379个赛马场。除了是特色运动之外，赛马也是一项产业，提供了澳洲25万全职或半职就业人口工作，相当于7万7000个岗位。大约30万人直接拥有或作为参股，在澳洲投资3万1千头赛马用以训练。 （页面存档备份，存于）
公众对赛马尤其是墨尔本春季嘉年華以及秋季嘉年華最近几年增长迅速，傳統賽事墨爾本盃、覺士盾、考菲爾德盃以及金拖鞋大賽為主要賽事，該四大賽事的地位是不可動搖的。
纵观历史，赛马成为了澳洲文化的一部分，也发展了一批富有澳洲特色的体育语言和体育标志比如Phar Lap、Tulloch、Bernborough、Kingston Town以及戴花。

## 澳洲赛马管理

### 澳洲
在澳洲赛马由澳洲赛马部长官。这个实体拥有掌管主要賽馬會的权利。这些賽馬會本来是由各州独立控制，直到政府重新掌管这项实业。
- 澳洲赛马部 （页面存档备份，存于）

### 维多利亚省
维多利亚省被认为澳洲赛马之乡，有着世界著名的比赛比如墨尔本盃。掌管实体是维多利亚赛马有限公司。主要俱乐部是维多利亚赛马會，主要赛马场在費明頓馬場。另外两个大的俱乐部是墨尔本赛马會（在考菲尔德和沙丘園），以及滿利谷賽馬會（舉行覺士盾的馬場）。维多利亚省发展了很多顶级的赛马场，例如克兰本、摩宁顿、基隆、柏拉瑞特、本迪戈、石溪、湾哥拉塔、華南布爾及莫尔赛马场等。
- Racing Victoria （页面存档备份，存于）
- Victoria Racing Club （页面存档备份，存于）
- Melbourne Racing Club （页面存档备份，存于）
- Moonee Valley （页面存档备份，存于）
- Country Racing Victoria （页面存档备份，存于）

### 新南威尔士州
新南威尔士州赛马由新南威尔士纯种马协会掌管。主要的赛马会有澳洲赛马会（比赛场地有皇家兰德维克和沃维克农场）、悉尼跑马协会（比赛场地有玫瑰崗马场和坎特伯雷公园）。该州最主要的赛道是纽卡斯尔和肯伯拉。这两个赛道每月第二个周六举行賽事。其他值得留意的赛道包括霍克斯贝利和高斯菲尔德赛道。
- 新南威尔士赛马 （页面存档备份，存于）
- 澳洲赛马协会
- 悉尼跑马协会

### 北领地
北方領地賽事由北方領地純種馬協會（前稱達爾文賽馬會，在Fannie Bay舉行賽事）。
- Darwin Turf Club （页面存档备份，存于）
- Thoroughbred Racing NT （页面存档备份，存于）

### 澳洲首都区
在澳洲首都区赛马主要由堪培拉赛马賽馬會掌管。
- Thoroughbred Park

## 賭博
在澳洲，有四個主要場所提供賭博。由合法莊家提供固定賠率，主要是獨贏及位置，場外投注通常由州政府的"Totalisator Agency Boards"（TAB）控制。

## 外部連結
- 澳大利亚赛马手册 （页面存档备份，存于）
- 世界票务